# Веллс (Мен)
Веллс (англ. Wells) — місто (англ. town) в США, в окрузі Йорк штату Мен. Населення — 11 314 особи (2020).
Популярне туристичне місце літнього відпочинку.

## Географія
Місто розташоване на південному узбережжі затоки Мен, межує з містом Кіннербанк на північному сході та містом Санфорд на південному заході.
Згідно з даними Бюро перепису населення США площа території міста становить 190 кв.км., з яких 149 кв.км.  — суша, 41 км  — вода.

## Демографія
Згідно з переписом 2010 року, у місті мешкало 9589 осіб у 4120 домогосподарствах у складі 2734 родин. Було 8557 помешкань
Расовий склад населення:
| - 97,2 % — білих - 0,6 % — азіатів - 0,5 % — чорних або афроамериканців - 0,2 % — корінних американців |

До двох чи більше рас належало 1,3 %. Частка іспаномовних становила 1,2 % від усіх жителів.
За віковим діапазоном населення розподілялося таким чином: 18,6 % — особи молодші 18 років, 60,4 % — особи у віці 18—64 років, 21,0 % — особи у віці 65 років та старші. Медіана віку мешканця становила 48,5 року. На 100 осіб жіночої статі у місті припадало 93,4 чоловіків;  на 100 жінок у віці від 18 років та старших — 91,9 чоловіків також старших 18 років.
Середній дохід на одне домашнє господарство  становив 79 644 долари США (медіана — 65 230), а середній дохід на одну сім'ю — 91 192 долари (медіана — 74 638). Медіана доходів становила 52 188 доларів для чоловіків та 49 891 долар для жінок. За межею бідності перебувало 2,6 % осіб, у тому числі 0,0 % дітей у віці до 18 років та 1,1 % осіб у віці 65 років та старших.
Цивільне працевлаштоване населення становило 4715 осіб. Основні галузі зайнятості: освіта, охорона здоров'я та соціальна допомога — 25,7 %, роздрібна торгівля — 12,8 %, виробництво — 12,7 %.